# Partecipanti alla Classica di Amburgo 2023
Elenco dei partecipanti alla Classica di Amburgo 2023.
La Classica di Amburgo 2023 è stata la ventiseiesima edizione della corsa. Alla competizione presero parte ventuno squadre: le diciotto con licenza UCI World Tour 2023 e tre dell'UCI ProTeam.
Partenza con 146 ciclisti accreditati.

## Corridori per squadra
Nota: R ritirato, NP non partito, FT fuori tempo, SQ squalificato
| Bora-Hansgrohe           | Bora-Hansgrohe           | Bora-Hansgrohe           | AG2R Citroën Team  | AG2R Citroën Team       | AG2R Citroën Team  | Alpecin-Deceuninck  | Alpecin-Deceuninck    | Alpecin-Deceuninck  |
| ------------------------ | ------------------------ | ------------------------ | ------------------ | ----------------------- | ------------------ | ------------------- | --------------------- | ------------------- |
| N°                       | Ciclista                 | Clas.                    | N°                 | Ciclista                | Clas.              | N°                  | Ciclista              | Clas.               |
| 1                        | Marco Haller             | 56°                      | 11                 | Stan Dewulf             | 46°                | 21                  | Quinten Hermans       | 55°                 |
| 2                        | Patrick Gamper           | 68°                      | 12                 | Pierre Gautherat        | 24°                | 22                  | Fabio Van Den Bossche | 49°                 |
| 3                        | Ryan Mullen              | 137°                     | 13                 | Lawrence Naesen         | 32°                | 23                  | Ramon Sinkeldam       | 83°                 |
| 4                        | Nils Politt              | 8°                       | 14                 | Oliver Naesen           | 65°                | 24                  | Kristian Sbaragli     | 26°                 |
| 5                        | Danny van Poppel         | 2°                       | 15                 | Antoine Raugel          | 89°                | 25                  | Oscar Riesebeek       | 52°                 |
| 6                        | Sam Bennett              | R                        | 16                 | Bastien Tronchon        | 123°               | 26                  | Alexander Krieger     | 136°                |
| 7                        | Maximilian Schachmann    | 92°                      | 17                 | Greg Van Avermaet       | 45°                | 27                  | Michael Gogl          | 41°                 |
| Astana Qazaqstan Team    | Astana Qazaqstan Team    | Astana Qazaqstan Team    | Bahrain Victorious | Bahrain Victorious      | Bahrain Victorious | Cofidis             | Cofidis               | Cofidis             |
| N°                       | Ciclista                 | Clas.                    | N°                 | Ciclista                | Clas.              | N°                  | Ciclista              | Clas.               |
| 31                       | Cees Bol                 | 22°                      | 41                 | Yukiya Arashiro         | 37°                | 51                  | Max Walscheid         | 85°                 |
| 32                       | Leonardo Basso           | 130°                     | 42                 | Nikias Arndt            | 25°                | 52                  | André Carvalho        | 108°                |
| 33                       | Dmitrij Gruzdev          | 86°                      | 43                 | Nicolò Buratti          | 50°                | 53                  | Davide Cimolai        | 78°                 |
| 34                       | Evgenij Gidič            | 118°                     | 44                 | Matevž Govekar          | 34°                | 55                  | Alexandre Delettre    | 36°                 |
| 35                       | Davide Martinelli        | 90°                      | 45                 | Jonathan Milan          | 113°               | 56                  | Eddy Finé             | 109°                |
| 36                       | Simone Velasco           | 40°                      | 46                 | Andrea Pasqualon        | 48°                | 57                  | Harrison Wood         | 75°                 |
| 37                       | Gleb Syrica              | 81°                      | 47                 | Cameron Scott           | 125°               |                     |                       |                     |
| EF Education-EasyPost    | EF Education-EasyPost    | EF Education-EasyPost    | Groupama-FDJ       | Groupama-FDJ            | Groupama-FDJ       | Ineos Grenadiers    | Ineos Grenadiers      | Ineos Grenadiers    |
| N°                       | Ciclista                 | Clas.                    | N°                 | Ciclista                | Clas.              | N°                  | Ciclista              | Clas.               |
| 61                       | Alberto Bettiol          | 35°                      | 71                 | Ignatas Konovalovas     | 104°               | 81                  | Ethan Hayter          | 67°                 |
| 62                       | Owain Doull              | 18°                      | 72                 | Olivier Le Gac          | 102°               | 82                  | Luke Rowe             | 117°                |
| 63                       | Mark Padun               | R                        | 73                 | Laurence Pithie         | 5°                 | 83                  | Salvatore Puccio      | 107°                |
| 64                       | Jonas Rutsch             | 42°                      | 74                 | Miles Scotson           | 106°               | 84                  | Connor Swift          | 60°                 |
| 65                       | James Shaw               | 116°                     | 75                 | Jake Stewart            | 20°                | 85                  | Joshua Tarling        | 99°                 |
| 66                       | Julius van den Berg      | 33°                      | 76                 | Lars van den Berg       | 54°                | 86                  | Elia Viviani          | 3°                  |
| 67                       | Łukasz Wiśniowski        | 66°                      | 77                 | Bram Welten             | 43°                | 87                  | Cameron Wurf          | 133°                |
| Intermarché-Circus-Wanty | Intermarché-Circus-Wanty | Intermarché-Circus-Wanty | Jumbo-Visma        | Jumbo-Visma             | Jumbo-Visma        | Lidl-Trek           | Lidl-Trek             | Lidl-Trek           |
| N°                       | Ciclista                 | Clas.                    | N°                 | Ciclista                | Clas.              | N°                  | Ciclista              | Clas.               |
| 91                       | Julius Johansen          | 94°                      | 101                | Mick van Dijke          | 77°                | 111                 | Dario Cataldo         | R                   |
| 92                       | Arne Marit               | 21°                      | 102                | Timo Roosen             | 110°               | 112                 | Daan Hoole            | 70°                 |
| 93                       | Madis Mihkels            | 13°                      | 103                | Tim van Dijke           | 39°                | 113                 | Alex Kirsch           | 101°                |
| 94                       | Adrien Petit             | 96°                      | 104                | Jos van Emden           | R                  | 114                 | Emīls Liepiņš         | 80°                 |
| 95                       | Baptiste Planckaert      | 87°                      | 105                | Lennard Hofstede        | R                  | 115                 | Mads Pedersen         | 1°                  |
| 96                       | Loïc Vliegen             | R                        | 106                | Olav Kooij              | 16°                | 116                 | Toms Skujiņš          | 30°                 |
| 97                       | Georg Zimmermann         | 47°                      | 107                | Tosh Van Der Sande      | 76°                | 117                 | Mathias Vacek         | 59°                 |
| Movistar Team            | Movistar Team            | Movistar Team            | Soudal Quick-Step  | Soudal Quick-Step       | Soudal Quick-Step  | Team Arkéa-Samsic   | Team Arkéa-Samsic     | Team Arkéa-Samsic   |
| N°                       | Ciclista                 | Clas.                    | N°                 | Ciclista                | Clas.              | N°                  | Ciclista              | Clas.               |
| 121                      | Alex Aranburu            | 19°                      | 131                | Tim Declercq            | 88°                | 141                 | Clément Russo         | 103°                |
| 122                      | Albert Torres            | 98°                      | 132                | Yves Lampaert           | 6°                 | 142                 | Anthony Delaplace     | 53°                 |
| 123                      | Juri Hollmann            | 97°                      | 133                | Tim Merlier             | 95°                | 143                 | Matis Louvel          | 127°                |
| 124                      | Max Kanter               | 9°                       | 134                | Florian Sénéchal        | 11°                | 144                 | Daniel McLay          | 129°                |
| 125                      | Gregor Mühlberger        | 58°                      | 135                | Bert Van Lerberghe      | 57°                | 145                 | Arnaud Démare         | 4°                  |
| 126                      | Sergio Samitier          | 132°                     | 136                | Stan Van Tricht         | 61°                | 146                 | Łukasz Owsian         | 119°                |
| 127                      | Abner González           | 100°                     | 137                | Ethan Vernon            | 15°                | 147                 | Alan Riou             | 131°                |
| Team DSM-Firmenich       | Team DSM-Firmenich       | Team DSM-Firmenich       | Team Jayco AlUla   | Team Jayco AlUla        | Team Jayco AlUla   | UAE Team Emirates   | UAE Team Emirates     | UAE Team Emirates   |
| N°                       | Ciclista                 | Clas.                    | N°                 | Ciclista                | Clas.              | N°                  | Ciclista              | Clas.               |
| 151                      | Florian Stork            | 51°                      | 161                | Luke Durbridge          | 134°               | 171                 | Pascal Ackermann      | 121°                |
| 152                      | Martijn Tusveld          | 120°                     | 162                | Felix Engelhardt        | 71°                | 172                 | Alessandro Covi       | R                   |
| 153                      | Alexander Edmondson      | 84°                      | 163                | Dylan Groenewegen       | 17°                | 173                 | Vegard Stake Laengen  | R                   |
| 154                      | Nils Eekhoff             | 111°                     | 164                | Elmar Reinders          | 91°                | 174                 | Marc Hirschi          | 10°                 |
| 155                      | Niklas Märkl             | 74°                      | 165                | Christopher Juul Jensen | 122°               | 175                 | Brandon McNulty       | 12°                 |
| 156                      | Marius Mayrhofer         | 31°                      | 166                | Lucas Hamilton          | 69°                | 176                 | Diego Ulissi          | 44°                 |
| 157                      | Tim Naberman             | 124°                     | 167                | Lukas Pöstlberger       | R                  | 177                 | Tim Wellens           | 82°                 |
| Lotto Dstny              | Lotto Dstny              | Lotto Dstny              | TotalEnergies      | TotalEnergies           | TotalEnergies      | Israel-Premier Tech | Israel-Premier Tech   | Israel-Premier Tech |
| N°                       | Ciclista                 | Clas.                    | N°                 | Ciclista                | Clas.              | N°                  | Ciclista              | Clas.               |
| 181                      | Jarrad Drizners          | 105°                     | 191                | Edvald Boasson Hagen    | 38°                | 201                 | Itamar Einhorn        | 114°                |
| 182                      | Johannes Adamietz        | 135°                     | 192                | Émilien Jeannière       | 28°                | 202                 | Taj Jones             | 72°                 |
| 183                      | Cédric Beullens          | 64°                      | 193                | Daniel Oss              | 79°                | 203                 | Giacomo Nizzolo       | 29°                 |
| 184                      | Arnaud De Lie            | 7°                       | 194                | Julien Simon            | 112°               | 204                 | Jens Reynders         | 73°                 |
| 185                      | Michael Schwarzmann      | 128°                     | 195                | Anthony Turgis          | 93°                | 205                 | Corbin Strong         | 27°                 |
| 186                      | Harry Sweeny             | 126°                     | 196                | Dries Van Gestel        | 14°                | 206                 | Tom Van Asbroeck      | 23°                 |
| 187                      | Rüdiger Selig            | 115°                     | 197                | Mattéo Vercher          | 63°                | 207                 | Rick Zabel            | 62°                 |